# Casalotti

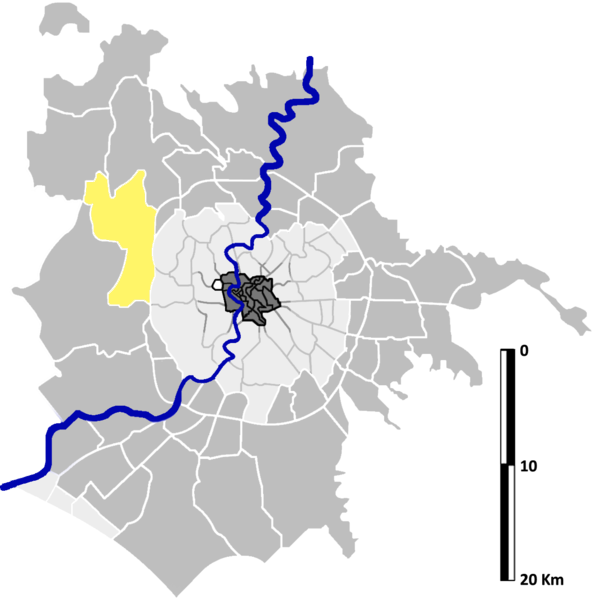
Lage von Casalotti in Rom

Casalotti bezeichnet die 48. Zone, abgekürzt als Z.XLVIII, der italienischen Hauptstadt Rom. Im Gegensatz zu den Rioni, Quartieri und Suburbi sind es die ländlicheren Gebiete von Rom. Sie gehört zum Municipio XIII sowie Municipio XIV und zählt 44.525 Einwohner (2016). Sie befindet sich im Westen der Stadt außerhalb der römischen Ringautobahn A90 und hat eine Fläche von 44,3815 km².

## Geschichte
Casalotti wurde am 13. September 1961 durch Beschluss des Commissario Straordinario gegründet. Damals wurde der Ager Romanus in 59 Zonen geteilt, denen eine römische Zahl zugeteilt wurde und ein Z vorgestellt wurde. Davon wurden sechs an die neugegründete Gemeinde Fiumicino komplett ausgegliedert und drei weitere teilweise.